# Gare de Chaingy-Fourneaux-Plage
La gare de Chaingy-Fourneaux-Plage est une gare ferroviaire française de la ligne de Paris-Austerlitz à Bordeaux-Saint-Jean, située sur le territoire de la commune de Chaingy, dans le département de Loiret, en région Centre-Val de Loire.
C'est aujourd'hui une gare ferroviaire de la Société nationale des chemins de fer français (SNCF), desservie par des trains TER Centre-Val de Loire qui effectuent des missions entre les gares de Blois - Chambord et Orléans.

## Situation ferroviaire
Établie à 110 mètres d'altitude, la gare de Chaingy-Fourneaux-Plage est située au point kilométrique (PK) 132,000 de la ligne de Paris-Austerlitz à Bordeaux-Saint-Jean, entre les gares de La Chapelle-Saint-Mesmin et de Saint-Ay.

## Histoire
La gare est inaugurée le 13 juillet 1947.
En 2014, la SNCF estime la fréquentation annuelle de la gare à 10 628 voyageurs.

## Service des voyageurs

### Accueil
C'est un point d'arrêt non géré (PANG) à entrée libre.

### Desserte
La halte est desservie par des trains TER Centre-Val de Loire qui effectuent des missions omnibus entre les gares de Blois - Chambord et d'Orléans, au nombre de 4,5 allers-retours en semaine, 2,5 le samedi et 0,5 le dimanche.

### Intermodalité
Un parc pour les vélos et un parking pour les véhicules y sont aménagés.